# L'empio punito
L'empio punito è un'opera di Alessandro Melani su libretto di Giovanni Filippo Apolloni, basata sull'adattamento di Filippo Acciaiuoli della commedia spagnola L'ingannatore di Siviglia e il convitato di pietra di Tirso de Molina. È nota per essere la prima trasposizione operistica del soggetto teatrale del Don Giovanni.

## Prima rappresentazione
L'opera fu rappresentata per la prima volta il 17 febbraio 1669 a Roma, in un teatro allestito nel palazzo del contestabile Lorenzo Onofrio Colonna nel rione di Borgo, alla presenza di gran parte dell'aristocrazia romana, della regina Cristina di Svezia e di numerosi cardinali e prelati. Del cast della prima dovettero far parte i cantanti Giuseppe Fede (soprano) e Francesco Verdone (basso), che avevano ottenuto licenza dalla cappella pontificia per quest'occasione.
L'opera, commissionata da un gruppo di nobili romani, fu allestita con una ricca scenografia, che prevedeva dodici mutamenti di scena, alcune macchine (un vascello che affonda, la barca di Caronte, una statua volante), e tre balletti (di Mori, di Mostri, di Statue), come pure l'impiego di sontuosi abiti di scena. Sebbene l'apparato scenico e i cantanti avessero riscosso notevole successo, qualche riserva, a quanto pare, fu espressa da alcuni spettatori, fra cui Cristina di Svezia, che giudicarono l'opera «un tantino longhetta con un poco di melanconia».

## Rappresentazioni contemporanee
Le prime riprese in tempi moderni dell'opera risalgono all'inizio degli anni 2000: a Lipsia nel maggio 2003 in forma di concerto, e a Montpellier nel luglio 2004 in forma scenica, dirette entrambe da Christophe Rousset. Nel febbraio 2015 fu eseguita una selezione di arie dall'opera in forma semiscenica nella sala "Titta Ruffo" del Teatro Verdi, con la direzione di Carlo Ipata. 
Nel settembre del 2019 l'opera è andata in scena a Roma al Teatro di Villa Torlonia e poi al Teatro Flavio Vespasiano di Rieti diretta da Alessandro Quarta, con la vocalità del protagonista adattata per baritono (di quest'edizione è stato pubblicato un dvd); successivamente, ad ottobre è tornata a Pisa, nella sala grande del Teatro Verdi, in un'edizione pressoché integrale, sempre con la direzione di Carlo Ipata, regia di Jacopo Spirei, e il controtenore Raffaele Pe nel ruolo del titolo, affiancato da Roberta Invernizzi nel ruolo di Ipomene e Raffella Milanesi quale Atamira; anche quest'edizione viene registrata e pubblicata dalla casa discografica Glossa. Un'ulteriore produzione viene rappresentata nell'edizione 2020 del festival delle Settimane della Musica Antica di Innsbruck.

## Trama
L'opera è ambientata a Pella, capitale dell'antico Regno di Macedonia.

### Atto 1
Dopo essere scampato a un naufragio, Acrimante, cugino del re di Corinto, trova rifugio con il servo Bibi presso la corte di Atrace, re di Macedonia. Qui si innamora di Ipomene, sorella del re, amante corrisposta di Cloridoro; Bibi, dal canto suo, si innamora di Delfa, nutrice di Ipomene. Presso la corte è ospite anche Atamira, un tempo amante di Acrimante e poi abbandonata: la donna tuttavia è ancora innamorata dell'uomo, benché infedele, e respinge gli approcci di Atrace, a sua volta innamorato di lei.
Acrimante ordina a Bibi di trovare una maniera di possedere Ipomene: il servo combina con Delfa un incontro tra i due negli appartamenti del padrone, adducendo come scusa il voler fare da paciere tra Ipomene e Cloridoro, di cui Acrimante si vanta amico. Nel frattempo, i due servi si danno appuntamento quella stessa notte al balcone di Ipomene, e Bibi, per non essere riconosciuto, chiede ad Acrimante di prestargli il suo mantello.

### Atto 2
L'incontro tra Bibi e Delfa viene spiato e scoperto da Atrace e Cloridoro, che lo scambiano per Acrimante: Cloridoro si dispera, credendolo un amante con cui Ipomene lo tradisce, mentre Atrace, convinto che Acrimante stesse cercando di vedere Atamira (alloggiata anche lei negli appartamenti di Ipomene), decide di vendicarsi del rivale.
Mentre Ipomene e Cloridoro litigano per l'equivoco in cui sono caduti loro malgrado, Atrace ordine che Acrimante sia condannato a morte: Atamira, per salvargli la vita, chiede di farsi giustizia da sola per gli innumerevoli torti subiti proponendo di avvelenarlo, ma il filtro che fa bere all'amato è in realtà un potente narcotico che simula la morte. Nel suo sonno, Acrimante crede di finire nell'Ade e di venir corteggiato dalla stessa Proserpina.

### Atto 3
Vegliato da Bibi e Atamira, Acrimante finalmente si risveglia: nonostante il suo debito di gratitudine verso la donna, respinge ancora Atamira con crudeltà. Decide quindi, approfittando del fatto che sia ancora creduto morto, di andare di persona negli appartamenti di Ipomene per possederla: in quella stessa notte, tuttavia, Ipomene attende Cloridoro per riappacificarsi, e Atrace vuole andare a visitare Atamira per corteggiarla di nuovo. Le grida disperate di Ipomene, aggredita da Acrimante, turbano la quiete notturna: Atrace, volendo allontanare l'ennesimo rivale, spara un colpo, e si convince di aver ucciso l'aggressore. Nel frattempo, Acrimante sfida a duello Tidemo, tutore di Ipomene, richiamato dalle grida della donna, e lo uccide.
Il giorno dopo, Atrace, già sconvolto per la scoperta del cadavere di Tidemo (che crede di aver ucciso lui stesso), riceve Telefo, ambasciatore del re di Corinto: se non convolerà a nozze con Atamira, creduta prigioniera dei macedoni, l'esercito corinzio muoverà guerra contro Pella. Atrace vuole costringere la donna a sposarlo, pena la morte, ma Atamira rifiuta, sentendosi ancora legata ad Acrimante.
Nel frattempo, Acrimante e Bibi si sono allontanati dalla corte, e capitano nei pressi della villa di Tidemo, nel cui giardino è già stata innalzata una statua di marmo in suo onore. Acrimante lo deride anche da morto, e ai suoi scherzi blasfemi la statua prende vita e gli risponde. Acrimante, per nulla impressionato, e Bibi, spaventato a morte, assistono al banchetto infernale preparato dalle statue del giardino che si muovono per un prodigio divino: di fronte all'empietà di Acrimante, la statua vola al cielo mentre l'uomo sprofonda all'inferno, dove trova Caronte già pronto ad aspettarlo.
Bibi, sconvolto, narra la fine del suo padrone: Cloridoro e Ipomene, liberi da ogni sospetti, possono convolare a nozze, così come Atamira con Atrace, che si trova scagionato dai suoi sospetti di aver ucciso Tidemo, e lo stesso Bibi con Delfa. L'opera si conclude con un coro moraleggiante sulla giusta punizione divina che spetta a chi pecca di empietà.

## Numeri musicali
- Sinfonia

Atto 1
- 1 Coro Gran tormento che mi par
- 2 Aria Aurette vezzose (Ipomene)
- 3 Coro Oh che pena, che catena
- 4 Aria Armenti guerrieri (Cloridoro)
- 5 Duetto O lumi beati (Ipomene, Cloridoro)
- 6 Coro Alla caccia, compagni
- 7 Aria Vaghe frondi, amiche piante (Atamira)
- 8 Aria Si salvi chi può (Capitano)
- 9 Coro Eolo move in mar la guerra
- 10 Recitativo Misera, e che rimiro? (Atamira, Acrimante, Bibi)
- 11 Coro Giunt'è più volte all'occidente il sole
- 12 Recitativo Ah, barbaro infedel (Atamira)
- 13 Aria Io v'amai e v'adorai (Acrimante)
- 14 Duetto Assistimi, Amore (Acrimante, Atamira)
- 15 Recitativo Non pianger, Atamira (Bibi, Atamira)
- 16 Aria Piangete, occhi, piangete (Atamira)
- 17 Aria Quant'è dolce goder la libertà (Atrace)
- 18 Aria Fu troppo acuto dardo (Atrace)
- 19 Aria Gradite catene (Ipomene)
- 20 Aria Il tuo ben non fa più caccia (Delfa)
- 21 Recitativo Donna gentill (Acrimante, Delfa, Bibi, Ipomene)
- 22 Aria a due Non più strali, non più dardi (Delfa, Bibi)
- 23 Aria Trafiggetemi pure (Atrace)
- 24 Recitativo Al re di Macedonia (Tidemo, Atrace)
- 25 Recitativo Dimmi, fido Niceste (Ipomene, Niceste)
- 26 Duetto Oh, mio bene (Ipomene, Cloridoro)
- 27 Duetto Alla caccia, alla caccia (Ipomene, Cloridoro)
- 28 Aria Tormentose faville (Acrimante)
- 29 Aria Ridi, Amor (Delfa)
- 30 Aria Molto ben io ti comprendo (Bibi)
- 31 Recitativo O mio caro Niceste (Bibi, Niceste)
- 32 Recitativo Ah, che noioso incontro (Acrimante, Atamira)
- 33 Duetto S'hai mill'alme e mille cori (Atamira, Acrimante)
- 34 Recitativo Quanto caro mi sei (Acrimante, Bibi)
- 35 Aria È sol di chi spera (Acrimante)
- 36 Aria Il mio cor che neghittoso (Atrace)
- 37 Corrente e Sarabanda

Atto 2
- 38 Recitativo Questo appunto mi par (Bibi, Niceste, Delfa)
- 39 Aria Questi ferri che mi negano (Delfa)
- 40 Aria Ferma, ferma, traditore! (Bibi)
- 41 Recitativo Occhi miei, che miraste (Atrace, Cloridoro)
- 42 Aria Chi pretende in amor (Ipomene)
- 43 Aria Crudo amor, Nume tiranno (Acrimante)
- 44 Recitativo Così credi ingannarmi (Acrimante, Bibi)
- 45 Recitativo Bella, se pur (Acrimante, Ipomene)
- 46 Recitativo Signori, s'io vi guasto (Bibi, Acrimante, Ipomene)
- 47 Aria Lieto pesce (Ipomene)
- 48 Aria Sorte rea (Ipomene)
- 49 Recitativo Dunque, sopporta il cielo (Atrace, Atamira, Cloridoro)
- 50 Recitativo Ecco Acrimante, o Sire (Acrimante, Atrace, Tidemo, Atamira, Cloridoro, Corimbo)
- 51 Aria a due Se d'Amor la cruda Sfinge (Acrimante, Atamira)
- 52 Aria Accenti pungenti (Atamira)
- 53 Aria Troppo tardi, o mio ben (Ipomene)
- 54 Recitativo Misero, o Ciel, che veggio (Cloridoro, Ipomene)
- 55 Duetto Mio cor (Ipomene, Cloridoro)
- 56 Aria Ed a guerra mortale (Ipomene)
- 57 Aria Muora Acrimante, muora (Atrace)
- 58 Aria O finto veleno (Atamira)
- 59 Recitativo Appunto ecco Atamira (Bibi, Atamira)
- 60 Aria Tormentatemi sempre (Acrimante)
- 61 Recitativo Giunta è l'ora, Acrimante (Corimbo, Acrimante, Atamira, Bibi)
- 62 Duetto Crudel, mi tradisti (Acrimante, Atamira)
- 63 Aria Uccidetemi, sospiri (Cloridoro)
- 64 Recitativo Buon prò ti faccia (Delfa, Cloridoro)
- 65 Recitativo Dimmi, per qual affare (Cloridoro, Bibi)
- 66 Aria Ingrato amore (Ipomene)
- 67 Duetto Si plachi ogni rigore (Ipomene, Cloridoro)
- 68 Aria Già ch'Amor mi porge vita (Cloridoro)
- 69 Aria A un languido seno (Bibi)
- 70 Aria Stelle, voi che in cielo ardete (Atrace)
- 71 Duetto Io fuggire? Pria morire (Atamira, Atrace)
- 72 Recitativo Oh, sfortunarto Bibi (Bibi)
- 73 Aria Santa poltroneria (Delfa)
- 74 Aria Non credo sia peccato (Delfa)
- 75 Duetto Deh vieni (Delfa, Bibi)
- 76 Recitativo Or che sopito giace (Demonio)
- 77 Recitativo Qual sovrumano volto (Proserpina, Acrimante)
- 78 Coro Ai diletti, alle gioie
- 79 Duetto Del regno d'Erebo (Proserpina, Demonio)
- 80 Ballo delle Furie

Atto 3
- 81 Recitativo Se questa vita dura (Bibi)
- 82 Recitativo O mio Bibi fedele (Bibi, Atamira, Acrimante)
- 83 Aria Aurette tenebrose (Ipomene)
- 84 Aria Alla fonte, al prato ameno (Acrimante)
- 85 Recitativo Già dall'oscura notte (Atrace, Ipomene, Tidemo, Acrimante)
- 86 Recitativo Temo perigli immensi (Ipomene)
- 87 Recitativo Or che risplende il sole (Atrace)
- 88 Aria Scioglie Febo il biondo crine (Cloridoro)
- 89 Recitativo Udisti, o Cloridoro (Atrace, Cloridoro, Corimbo)
- 90 Aria Ma se stral nella faretra (Atrace)
- 91 Aria Il pretender pietà (Atamira)
- 92 Aria All'armi, all'armi! (Atrace)
- 93 Aria A morte, mio core (Atrace)
- 94 Recitativo Quai disperati accenti (Atamira, Atrace)
- 95 Recitativo Un regio ambasciatore (Corimbo, Atrace, Atamira, Telefo)
- 96 Aria Ebbi in poter i fior (Atrace)
- 97 Aria Morte, finisci un dì (Atamira)
- 98 Recitativo Chi avesse ritrovato (Bibi, Delfa)
- 99 Duetto Addio Delfa (Delfa, Bibi)
- 100 Recitativo Curioso pensier (Niceste, Delfa)
- 101 Aria S'io son vecchia e non ti piaccio (Delfa)
- 102 Aria Dolci vezzi e vaghi rai (Niceste)
- 103 Aria Consigliatemi, pensieri (Acrimante)
- 104 Aria Al vascel della mia groppa (Bibi)
- 105 Aria Sassi, che taciti (Acrimante)
- 106 Ballo delle Statue
- 107 Aria Pene, pianti e sospiri (Acrimante)
- 108 Aria Vogate, o sudditi (Caronte)
- 109 Aria Alla vela! (Caronte)
- 110 Recitativo Povera vedovella (Bibi, Atamira, Delfa)
- 111 Aria Tormenti, che fate? (Atamira)
- 112 Aria Deh, vieni, ben mio (Delfa)
- 113 Aria Chi si trova aver degl'anni (Bibi)
- 114 Duetto Godiamo (Bibi, Delfa)
- 115 Recitativo Impietosita, o bella (Atrace, Atamira, Bibi)
- 116 Duetto Si stringa pur (Atrace, Atamira)
- 117 Duetto Alle gioie (Cloridoro, Ipomene)
- 118 Coro Così punisce il ciel

## Registrazioni discografiche
| Anno | Cast (Acrimante, Atamira, Ipomene, Bibi, Delfa)                                          | Direttore   | Etichetta |
| ---- | ---------------------------------------------------------------------------------------- | ----------- | --------- |
| 2019 | Raffaele Pe, Raffaella Milanesi, Roberta Invernizzi, Giorgio Celenza, Alberto Allegrezza | Carlo Ipata | Glossa    |

## Registrazioni video
| Anno | Cast (Acrimante, Atamira, Ipomene, Bibi, Delfa)                                | Direttore         | Etichetta |
| ---- | ------------------------------------------------------------------------------ | ----------------- | --------- |
| 2019 | Mauro Borgioni, Sabrina Cortese, Michela Guarrera, Giacomo Nanni, Alessio Tosi | Alessandro Quarta | Dynamic   |